# Chézy-sur-Marne
Chézy-sur-Marne is een gemeente in het Franse departement Aisne (regio Hauts-de-France). De plaats maakt deel uit van het arrondissement Château-Thierry. Chézy-sur-Marne telde op 1 januari 2022 1.308 inwoners.

## Geografie
De oppervlakte van Chézy-sur-Marne bedraagt 22,43 km², de bevolkingsdichtheid is 60 inwoners per km² (per 1 januari 2019).
De onderstaande kaart toont de ligging van Chézy-sur-Marne met de belangrijkste infrastructuur en aangrenzende gemeenten.

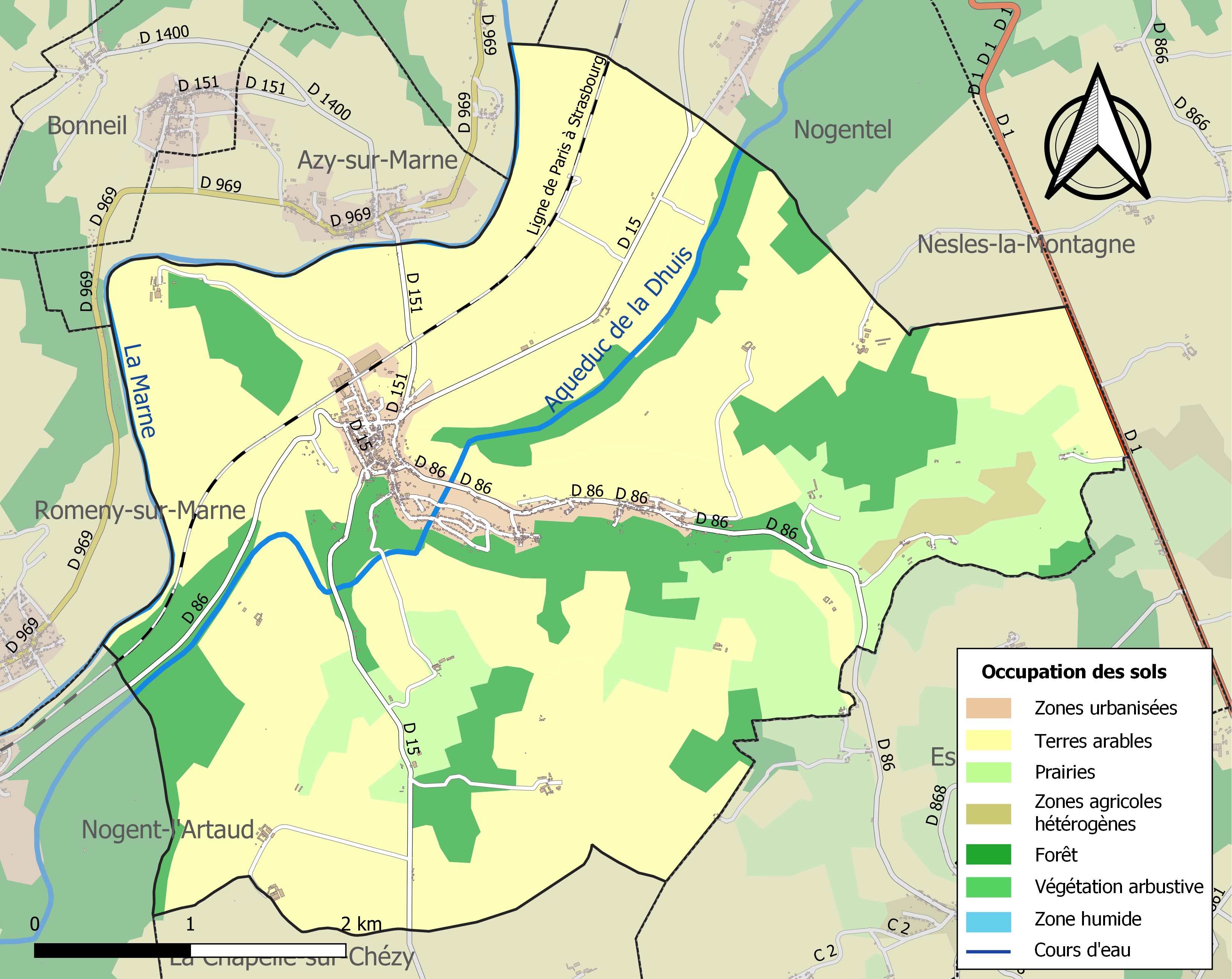

## Demografie
Onderstaande figuur toont het verloop van het inwonertal (bron: INSEE-tellingen).
Vanwege een beveiligingsprobleem met de MediaWiki Graph-software is het momenteel niet mogelijk deze grafiek weer te geven. Zodra de software is bijgewerkt zal de grafiek vanzelf weer zichtbaar worden.